# 多功能休旅車

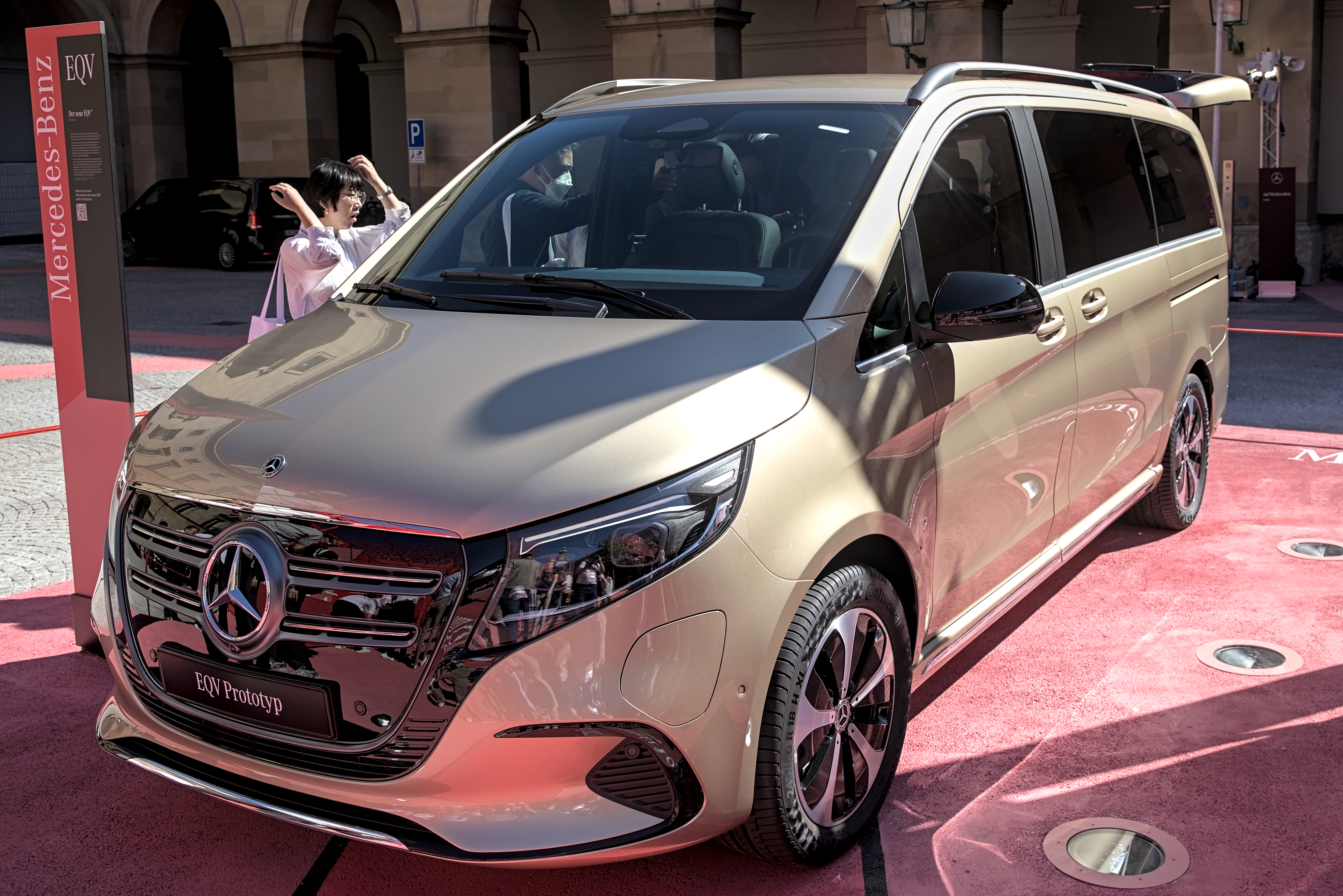
奔馳V級

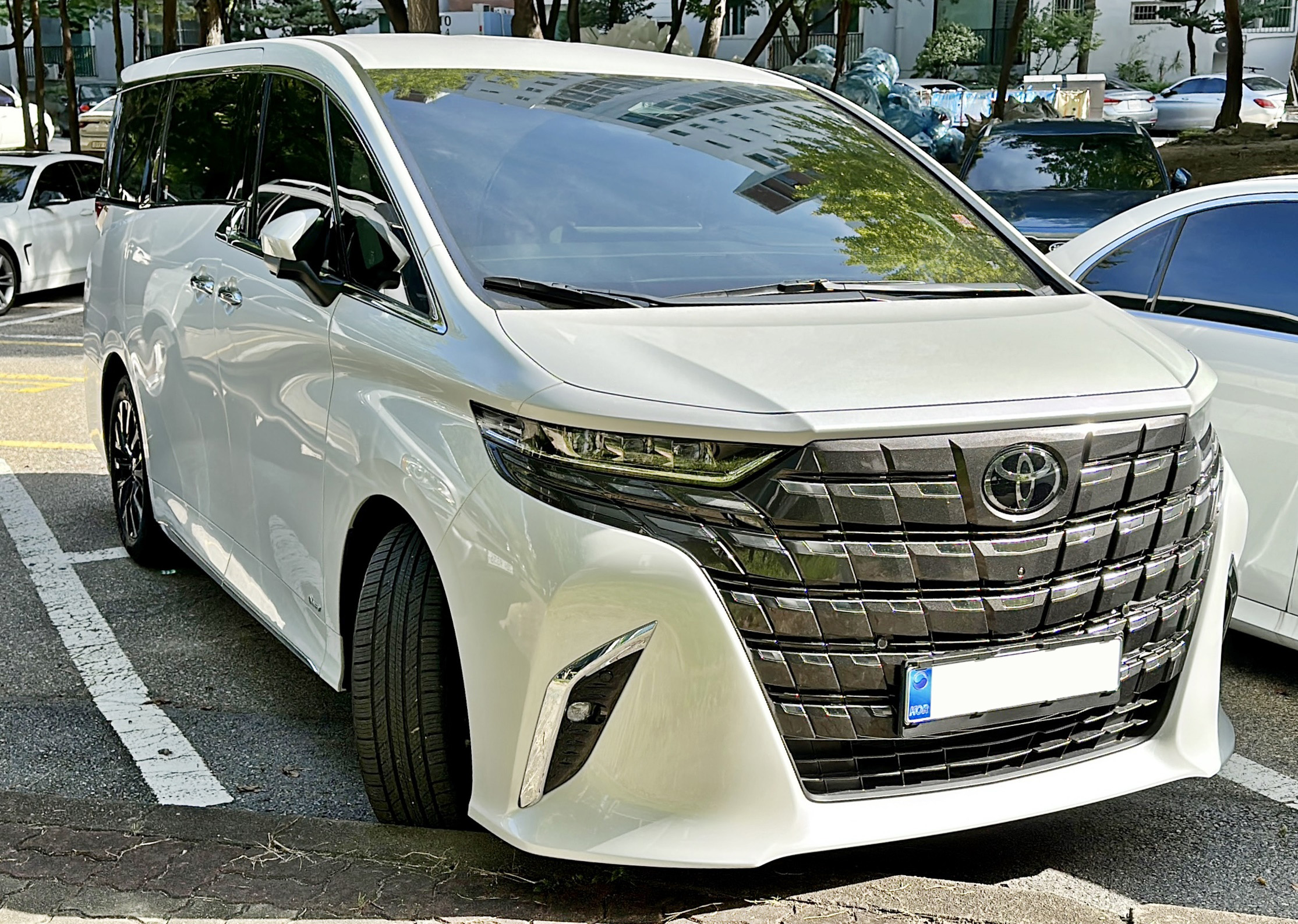
豐田Alphard

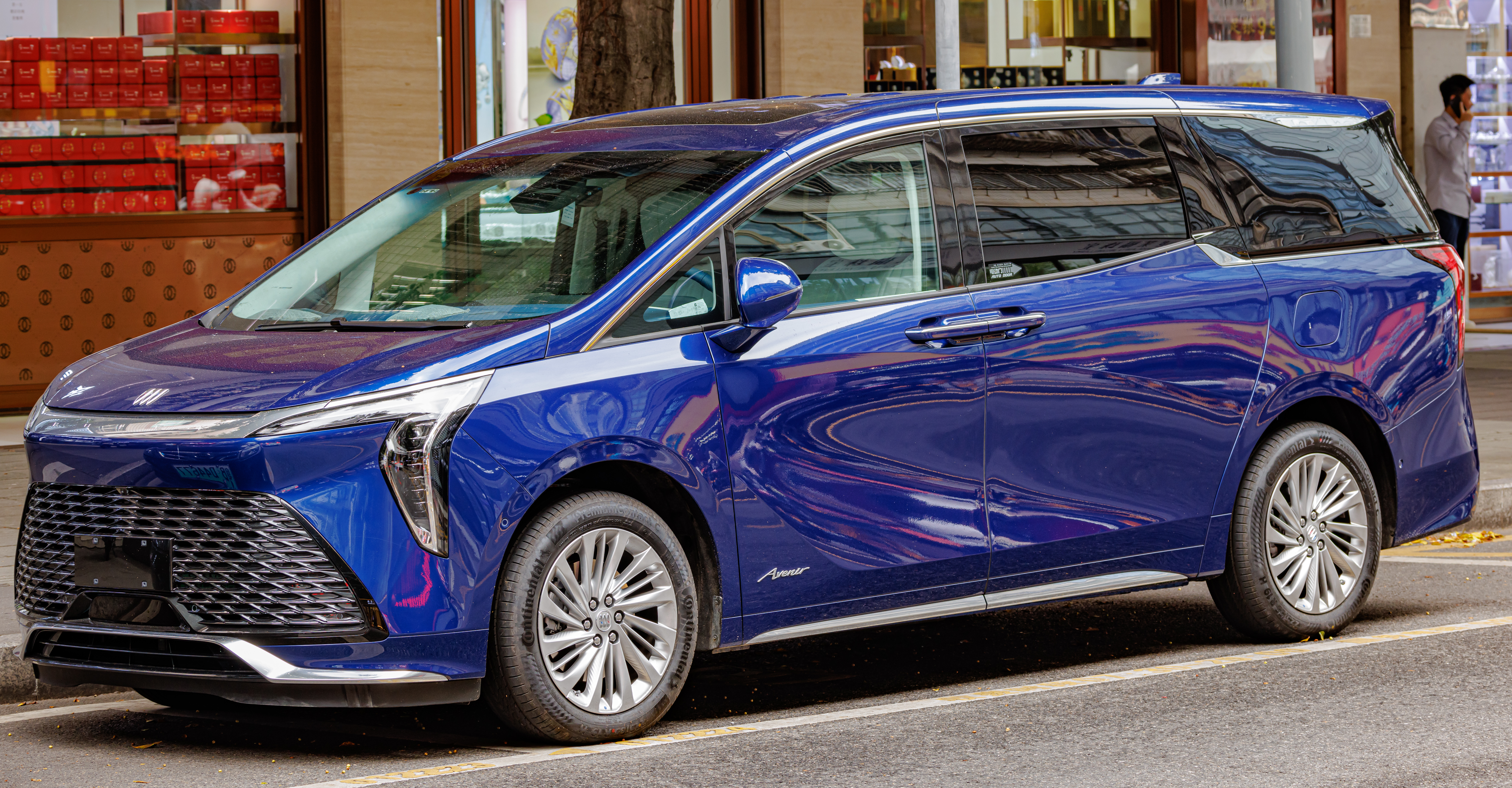
別克GL8

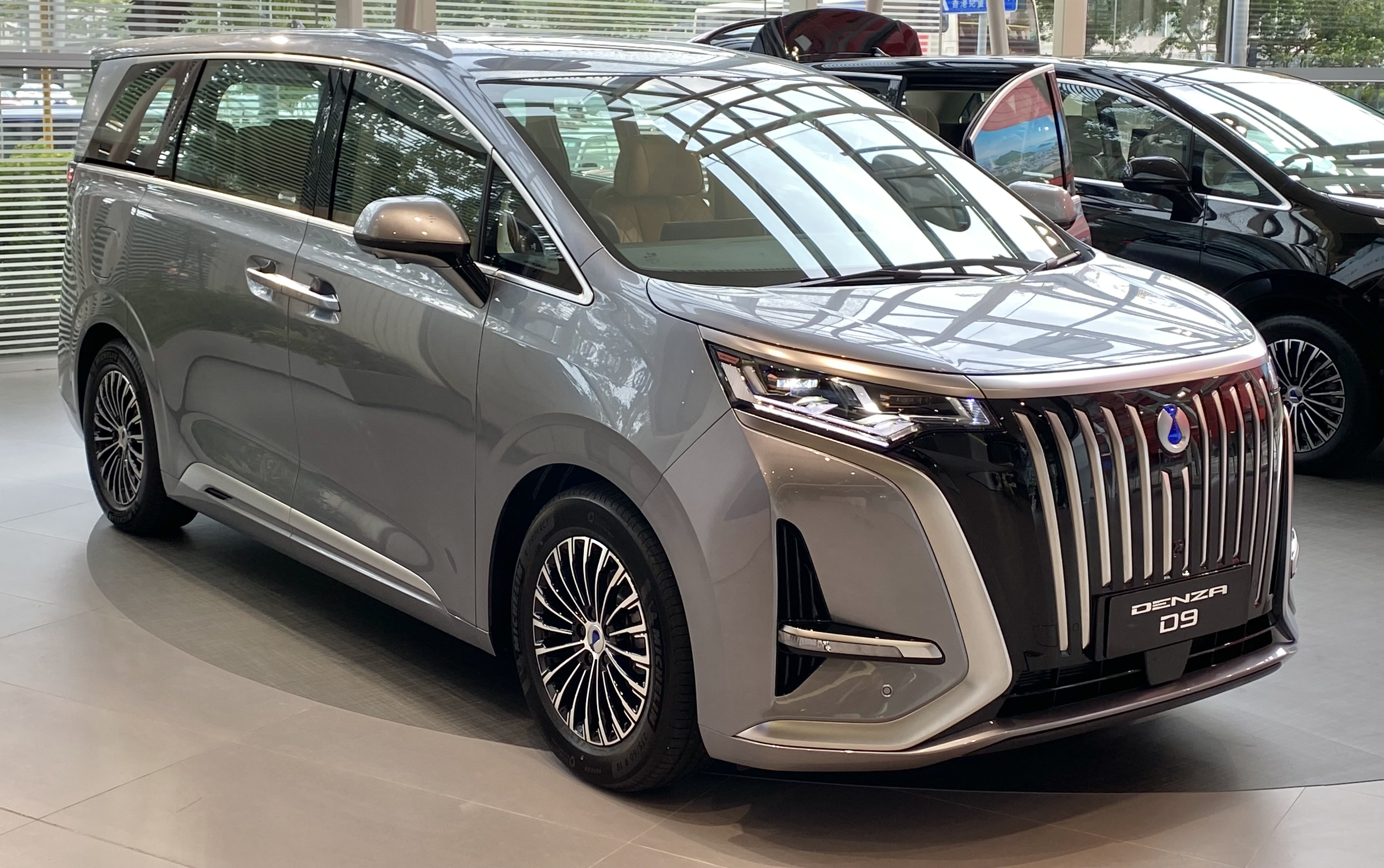
騰勢D9

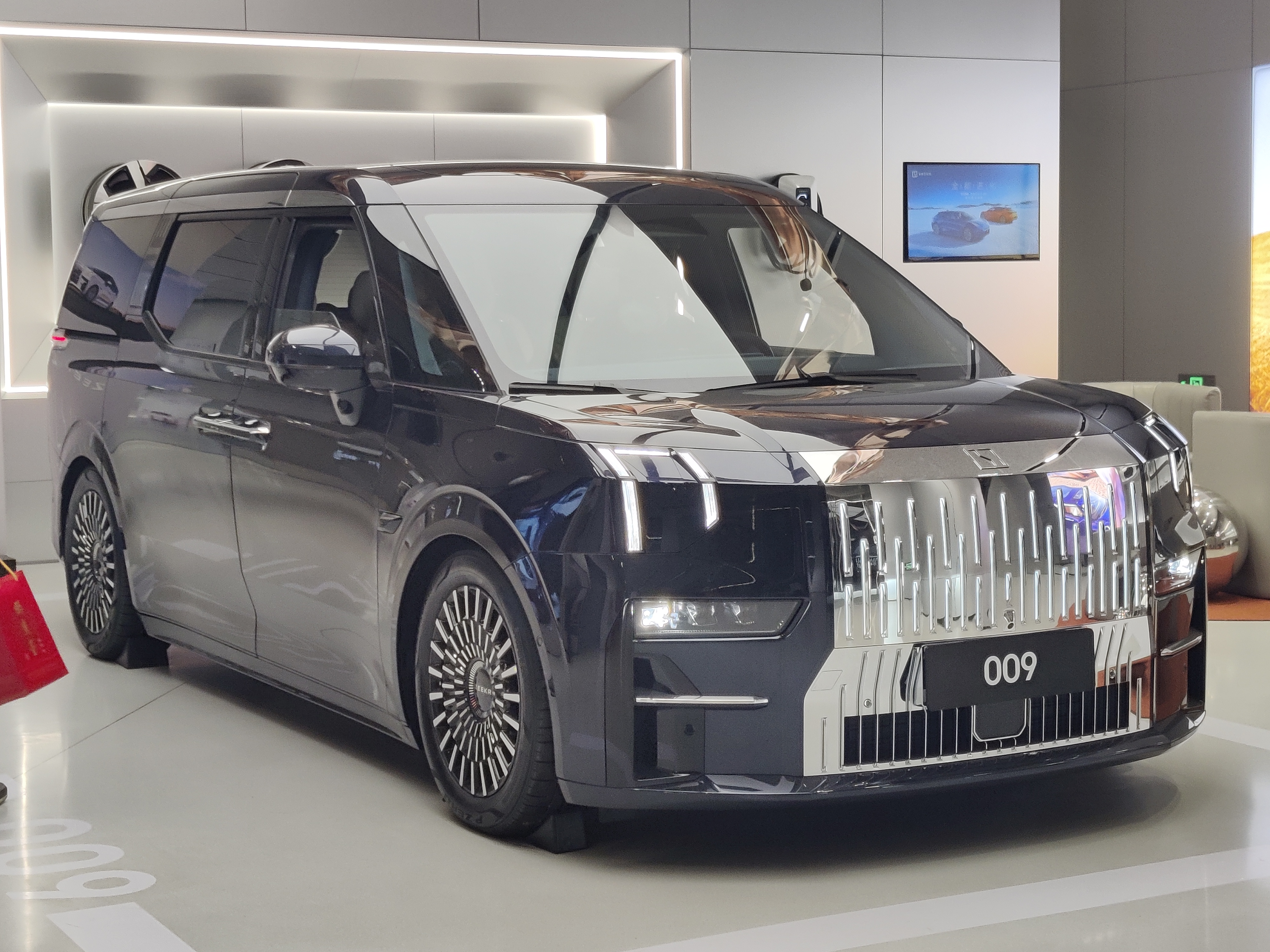
極氪009

多功能休旅車（Multi-Purpose Vehicle，縮寫成「MPV」；Multi-Utility Vehicle，縮寫成「MUV」），又稱為迷你廂型車（Minivan），是一種由廂型車、休旅車多型態混合體的車輛，搭乘人數可多達七至八人。

## 歷史

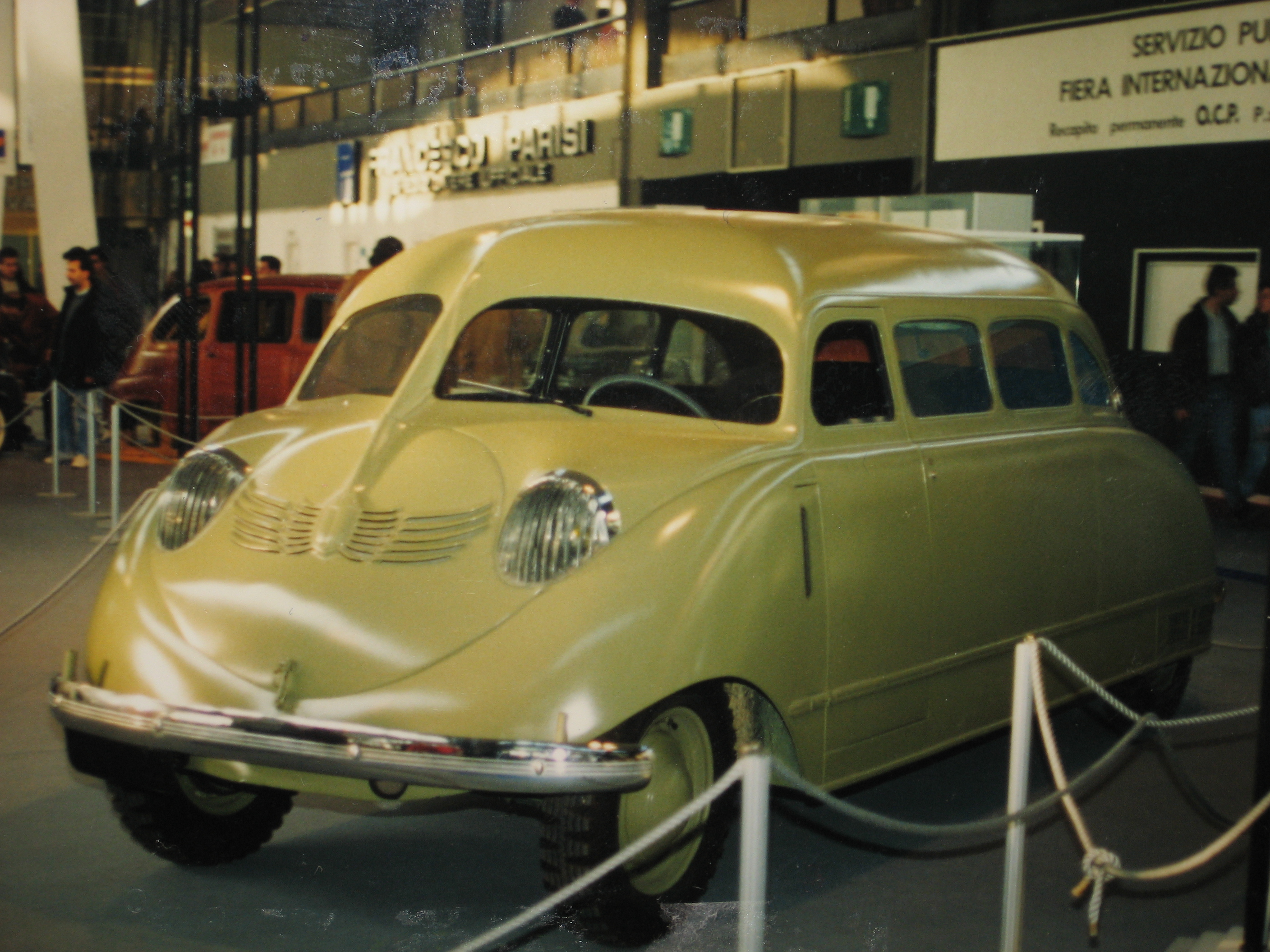
1930年代的Stout Scarab

在多功能休旅車一詞使用之前，車身風格相似的單廂式客車已經歷史悠久，1936年的Stout Scarab常被視為第一輛多功能休旅車。最初MPV不是從廂型車家用化來的，而是从歐洲人流行的旅行车拉高發展而来的車種，所以MPV最早其實都是載人，直到1950年代後混合了美式皮卡，才發展出的硬頂廂型小貨車先祖；但在新興市場以及1980年代後的美國，則是後期從成熟麵包車型逐渐向家用演变的。而西方車空間不斷增大，採用貨車大車體，亞洲車則是家用微麵車改進，將載貨空間改成座椅，相對設計較為緊湊精緻。此外，兩者也都替代了旅行車功能，使美洲旅行車逐漸被淘汰、亞洲旅行車風氣也不如歐洲常見。到了1990年代後，發展至今已經逐漸有自己的特色，集旅行车宽大乘员空间、轿车的舒适性、和厢式货车的功能于一身。一般为两厢式结构，即多用途车，它通俗地说就是可以坐七至八人的小客车。
从严格意义上说，MPV是主要针对家庭及商業用户的车型。MPV的空间要比同排量的轿车相对大些，也存在着尺寸规格之分，但不像轿车那么细，多與功能性有關。2000年代後，有些車廠利用大型MPV車內的空間，配置高級設備作為豪華汽車出售。

## 特徵

### 座椅
通常座椅比一般轎車來得高，且前後排之間增加餘裕的腿部空間。多功能休旅車的座椅安排通常為三列，採2-2-3、2-3-2，甚至2-3-3的七人或八人座位形式。座椅可拆卸或摺疊收納來載物，且後門多半為上掀式以便裝入物品，增加其空間運用的靈活度。另外，也有些大型MPV減少中排的座椅來提升車內的空間，並加設豪華配置，採2-0-2的四人座位形式。

### 車門
除了傳統的車門開啟方式，有些多功能休旅車的後車門也設計成滑門型式，甚至加裝電動滑門馬達，可以用按鈕控制開閉。

### 車身底盤
以驅動方式而言，現代多功能休旅車多半採FF與4WD方式。而在車身方面為了更優異的防撞性與乘坐舒適性，多半使用單體車身結構（unibody），而非越野車大多採用的車體與車架分體式結構（body-on-frame）。

### 區分
多功能休旅車概略可區分成大型、緊湊型、中型、小型與迷你型五種：
- 大型多功能休旅車（Large MPV）-車長超過4,600mm，乘坐人數在四至八人，座椅配置多數採用七人或八人座（2-2-3或2-3-3），有些高級型號只配置豪華六人或四人座（2-2-2或2-0-2）。
- 緊湊型多功能休旅車（Compact MPV）-的車身長介於4,200mm至4,600mm之間，乘坐人數為六至七人，座椅配置採用三排（2-2-2或2-3-2）。
- 中型多功能休旅車（Middle MPV）-介於緊湊型和小型之間，車身長大約介於4,100mm至4,200mm之間，乘坐人數為五至六人，座椅配置採用兩排半（最後排則為補助座位）。
- 小型多功能休旅車（Mini MPV）-大約在2000年左右開始在市場上蔚成氣候，其車長短於4,100mm，乘坐人數為五人，座椅配置採用兩排。
- 迷你型多功能休旅車（Microvan）-比起傳統掀背車，迷你型多功能休旅車刻意加大車高，乘坐人數多為四人，座椅配置採用兩排。

## 外部連結
- About.com Minivans Site（页面存档备份，存于）
- Nissan Cube - Official USA Site